# Oxysychus planiscuta
Oxysychus planiscuta är en stekelart som beskrevs av Vittorio Luigi Delucchi 1956. Oxysychus planiscuta ingår i släktet Oxysychus och familjen puppglanssteklar.
Artens utbredningsområde är Frankrike. Inga underarter finns listade i Catalogue of Life.